# Luigi Priuli
Luigi Priuli (ur. 15 września 1650 w Wenecji, zm. 15 marca 1720 w Rzymie) – włoski duchowny katolicki, kardynał.

## Życiorys
Pochodził z senatorskiej rodziny weneckiej, był synem Marcantonia i Eleny Basadonna. Był bratankiem kardynała Pietro Basadonny, a dalszym krewnym kardynałów Lorenzo, Matteo, Pietro i Antonio Priulich. Jego brat Pietro był senatorem w Wenecji, drugi brat Giovanni – ambasadorem na dworze w Wiedniu.
Od października 1684 był opatem w Weronie, w 1689 otrzymał godność audytora Roty Rzymskiej. 18 maja 1712 papież Klemens XI wyniósł go do godności kardynalskiej, nadając rangę prezbitera i kościół tytularny S. Marcello. 28 maja 1714 Priuli otrzymał kościół tytularny S. Marci. Od 4 marca 1720 był kamerlingiem kolegium kardynalskiego, zmarł jednak już 15 marca tegoż roku w swoim rzymskim pałacu. Został pochowany w kościele S. Marco.